# Can Botifarra
Can Botifarra és una masia d'Espinelves (Osona) inclosa a l'Inventari del Patrimoni Arquitectònic de Catalunya.

## Descripció
Edifici civil. Masia de planta rectangular (7x10) coberta a dues vessants, amb el carener perpendicular a la façana orientada a migdia. Consta de planta baixa i primer pis. La façana principal presenta dos portals rectangulars i una finestra a la planta i dues al primer pis. En aquest sector sobresurt més el ràfec que a la resta. A l'est, el mur es troba adossat al marge fins al primer pis, on s'obre una finestra central, al nord només s'obre un portal a la part esquerra de la planta, dues finestres centrals i una espiera al primer pis. L'estat de conservació és bo, està arrebossada.
Prop de la casa, al sector Sud-est, hi ha un pou i un mur de paret seca que fa de contenció del marge de la carretera.

## Història
Situada a peu de la carretera d'Espinelves a Arbúcies, molt a prop del límit d'aquest municipi.
Per la zona on està situada, formant part del veïnat de la Creu, que consta d'unes 15 cases, podem suposar que podia haver estat construïda entre els segles XVII i XVIII, època d'expansió del municipi.